# عبداللطیف رشید
عبداللطیف جمال رشید (به عربی: عبد اللطيف رشيد) همچنین معروف به لطیف رشید (به کردی: عەبدولەتیف ڕەشید) (زادهٔ ۱۰ اوت ۱۹۴۴) یک سیاستمدار کرد عراقی است که از سال ۲۰۲۲ به‌عنوان نهمین رئیس‌جمهور عراق فعالیت می‌کند. او پیشتر وزیر منابع آب تحت دولت نوری مالکی بود. پیش از آن، وی در هر دو دولت انتقالی عراق و دولت موقت عراق در همان سمت خدمت می‌کرد. رشید قبلاً سخنگوی اتحادیه میهنی کردستان (PUK) در بریتانیا بود. او دانش‌آموخته دانشگاه منچستر است.
به عنوان وزیر منابع آب از سپتامبر ۲۰۰۳ تا دسامبر ۲۰۱۰، عبداللطیف مسئولیت طیفی از مسائل، از جمله آبیاری، تأمین آب شهری و صنعتی، انرژی آبی، کنترل سیل، و الزامات زیست‌محیطی از جمله احیای مرداب‌ها را بر عهده داشت. پس از برکناری رئیس‌جمهور صدام حسین در آوریل ۲۰۰۴، وزیر بر بهبود چشمگیر مدیریت منابع آب کشور نظارت داشت.
او با تعدادی از برنامه‌ها و سازمان‌های مرتبط با مهندسی، توسعه کشاورزی، رهبری کردها و عراق مشارکت داشته‌است. همچنین قبلاً به عنوان مدیر ارشد پروژه برای سازمان غذا و کشاورزی سازمان ملل متحد (UNFAO) در یمن و عربستان سعودی کار می‌کرد. او از سال ۱۹۸۶ نماینده اتحادیه میهنی کردستان در بریتانیا و همچنین سخنگوی جبهه کردستان بود. رشید یک مهندس خبره، عضو مؤسسه مهندسی عمران و کمیسیون بین‌المللی آبیاری و زهکشی (ICID) است. او مشاور آزاد پروژه‌های آبیاری و زهکشی بوده و با اداره مهندسی آب همکاری داشته‌است. رشید در سال ۱۹۹۲ به عنوان معاون رئیس‌جمهور و عضو اجرایی کنگره ملی عراق (INC) انتخاب شد و در سال ۱۹۹۸ به عنوان رهبری شش نفره INC انتخاب شد. رشید جدای از صلاحیت‌های فنی و تعاملات، در سیاست کردستان و عراق مشارکت فعال داشته‌است. او به نمایندگی از احزاب سیاسی کرد و گروه‌های مخالف عراقی در زمان رژیم صدام در کنفرانس‌ها و نشست‌های رسمی بسیاری شرکت کرده‌است. رشید همچنین در دیدارهای رسمی با نهادها و دولت‌های مختلف بین‌المللی به نمایندگی از سیاست کردستان و گروه‌های مخالف عراقی نزد صدام حضور داشته‌است.

## تحصیلات
عبداللطیف دبیرستان بریتانیایی 'سطح آ' را در شمال ولز خواند. او مدرک کارشناسی مهندسی عمران را از [دانشگاه لیورپول] در سال ۱۹۶۸، و کارشناسی ارشد را در ۱۹۷۲ و دکتری مهندسی عمران را از دانشگاه منچستر در ۱۹۷۶ دریافت کرد.

## خانواده
وی با شاناز ابراهیم احمد ازدواج کرد و دارای دو پسر و یک دختر است. او باجناق جلال طالبانی است.